# Асахи (Тояма)
Асахи (яп. 朝日町 Асахи-мати) — посёлок в составе уезда Симониикава префектуры Тояма, Япония.
Площадь посёлка составляет 226,32 км², население — 12 607 человек (1 июля 2014), плотность населения — 55,70 чел./км².